# Olympische Winterspiele 2014/Teilnehmer (Montenegro)
| Gelbes Symbol für Goldmedaillen mit stilisierten Olympischen Ringen | Graues Symbol für Silbermedaillen mit stilisierten Olympischen Ringen | Braundes Symbol für Bronzemedaillen mit stilisierten Olympischen Ringen |
| ------------------------------------------------------------------- | --------------------------------------------------------------------- | ----------------------------------------------------------------------- |
| —                                                                   | —                                                                     | —                                                                       |

Montenegro nahm an den Olympischen Winterspielen 2014 in Sotschi mit zwei Athleten in der Sportart Ski Alpin teil. Bei der zweiten Teilnahme Montenegros an Olympischen Winterspielen wurde das Land zum ersten Mal auch durch eine Athletin vertreten.

## Sportarten

### Ski Alpin
| Frauen - Ivana Bulatović | Männer - Tarik Hadžić |